# La Liga 1929–30
Primera División mùa giải 1929–30 bắt đầu từ ngày 1 tháng 12 năm 1929  và kết thúc vào ngày 30 tháng 3 năm 1930. Có tất cả 10 đội tham dự giải đấu.

## Thông tin đội bóng
| Câu lạc bộ                  | Địa điểm      | Sân vận động  |
| --------------------------- | ------------- | ------------- |
| Arenas Club                 | Guecho        | Ibaiondo      |
| Athletic Club de Bilbao     | Bilbao        | San Mamés     |
| Foot-ball Club Barcelona    | Barcelona     | Les Corts     |
| Athletic Club de Madrid     | Madrid        | Metropolitano |
| Real Club Deportivo Español | Barcelona     | Sarriá        |
| Club Deportivo Europa       | Barcelona     | El Guinardó   |
| Real Santander Racing Club  | Santander     | El Sardinero  |
| Real Madrid Foot-ball Club  | Madrid        | Chamartín     |
| Real Sociedad de Foot-ball  | San Sebastián | Atocha        |
| Real Unión Club             | Irún          | Gal           |

## Bảng xếp hạng
| Hạng | Đội                     | Tr | T  | H | Th | Bt | Bb | Điểm | HS  |                                 |
| ---- | ----------------------- | -- | -- | - | -- | -- | -- | ---- | --- | ------------------------------- |
| 1    | Athletic Bilbao         | 18 | 12 | 6 | 0  | 63 | 28 | 30   | +35 | Vô địch La Liga                 |
| 2    | FC Barcelona            | 18 | 11 | 1 | 6  | 46 | 36 | 23   | +10 |                                 |
| 3    | Arenas Club             | 18 | 9  | 2 | 7  | 51 | 40 | 20   | +11 |                                 |
| 4    | RCD Español             | 18 | 9  | 2 | 7  | 40 | 33 | 20   | +7  |                                 |
| 5    | Real Madrid             | 18 | 7  | 3 | 8  | 45 | 42 | 17   | +3  |                                 |
| 6    | Real Unión              | 18 | 6  | 5 | 7  | 48 | 52 | 17   | -4  |                                 |
| 7    | Real Sociedad           | 18 | 5  | 4 | 9  | 34 | 37 | 14   | -3  |                                 |
| 8    | Real Santander          | 18 | 7  | 0 | 11 | 32 | 58 | 14   | -26 |                                 |
| 9    | CD Europa               | 18 | 6  | 1 | 11 | 29 | 44 | 13   | -15 |                                 |
| 10   | Athletic Club de Madrid | 18 | 5  | 2 | 11 | 32 | 50 | 12   | -18 | Xuống hạng tới Segunda División |

## kết quả thi đấu
- Lưu ý: Đội chủ nhà được liệt kê ở cột dọc bên trái còn đội khách ở hàng trên cùng.

|                         | Are | Ath | AtM | Bar | Esp | Eur | Rac | Mad | RSo | RIr |
| Arenas Club             |     | 3-3 | 2-1 | 1-3 | 2-0 | 2-3 | 5-1 | 5-1 | 3-1 | 7-2 |
| Athletic Bilbao         | 5-2 |     | 6-1 | 4-3 | 6-0 | 3-0 | 4-0 | 2-1 | 2-2 | 5-2 |
| Athletic Club de Madrid | 1-3 | 3-4 |     | 3-2 | 2-0 | 5-3 | 3-1 | 2-1 | 1-1 | 3-3 |
| FC Barcelona            | 3-1 | 1-1 | 4-2 |     | 5-4 | 2-1 | 5-0 | 1-4 | 3-0 | 4-2 |
| RCD Español             | 1-0 | 2-1 | 1-0 | 4-0 |     | 1-2 | 3-0 | 8-1 | 3-1 | 3-1 |
| CD Europa               | 1-2 | 2-2 | 2-0 | 0-3 | 1-2 |     | 5-0 | 1-2 | 3-2 | 0-1 |
| Real Santander          | 2-5 | 2-3 | 3-2 | 2-1 | 4-1 | 6-0 |     | 2-0 | 2-0 | 4-2 |
| Real Madrid             | 5-2 | 2-3 | 4-1 | 5-1 | 2-4 | 6-1 | 6-0 |     | 1-1 | 2-2 |
| Real Sociedad           | 4-4 | 1-7 | 2-0 | 1-2 | 1-0 | 2-0 | 7-0 | 4-0 |     | 2-3 |
| Real Unión              | 3-2 | 1-1 | 8-2 | 1-3 | 3-3 | 3-4 | 6-3 | 2-2 | 3-2 |     |

## Cúp Pichichi
| Cầu thủ             | Bàn thắng | Câu lạc bộ      |
| ------------------- | --------- | --------------- |
| Guillermo Gorostiza | 19        | Athletic Bilbao |
| Gaspar Rubio        | 18        | Real Madrid     |
| Santiago Urtizberea | 18        | Real Unión      |
| Víctor Unamuno      | 15        | Athletic Bilbao |
| Luis Regueiro       | 14        | Real Unión      |
| Manuel Gurruchaga   | 14        | Arenas Club     |